# 莫阿纳·卡凯塞斯
莫阿纳·卡凯塞斯（Moana Carcassés Kalosil，1963年1月27日—），瓦努阿图政治家。2013年3月23日起就任瓦努阿图总理，他是瓦努阿图历史上出任总理的第一位归化公民。

## 生平
卡凯塞斯于1963年1月27日生于法屬玻里尼西亞塔希提岛的塔拉法歐（Taravao），母亲是塔希提人，父亲是来自法国卡尔卡松地区的法国人。

### 政治生涯
2003年至2004年，他担任总理爱德华·纳塔佩政府的外交部长。2004年7月28日至2005年11月14日，他连续担任瑟奇·沃霍尔、哈姆·利尼政府的财政部长。
2009年12月,他离开了反对派，加入纳塔佩政府，成为内政部长。他强调，政府要鼓励年轻人回到家乡去，从事农业生产，而不是到首都维拉港寻找工作。同时，他阻止给不合格的中国工人在建筑领域发放新的工作许可证，要求优先安排土著的瓦努阿图男人。
2010年12月，纳塔佩政府被议会的不信任票推翻，他转而支持新总理萨托·基尔曼，并担任财政和经济管理部长。2011年4月24日，基尔曼政府因不信任案被推翻。2011年5月13日，瓦上诉法院宣布，议会通过对基尔曼政府不信任案的程序违宪，基尔曼重返政府执政。2011年6月16日，瓦最高法院裁定基尔曼2010年12月当选总理无效。2011年6月26日，基在瓦议会特别会议上再次当选总理。卡凯塞斯的部长任期随着基尔曼政府的变化而变得断断续续。
2012年10月30日，瓦努阿图举行议会选举，各党得票分散，是1980年瓦努阿图独立以来“最破碎”的议会。瓦努阿库党获得8个席位，成为第一大党，总理基尔曼领导的人民进步党获得6个席位，还有13个其他政党以及四个独立人士赢得议会席位。
组成议会的各个政党经过反复磋商，11月19日，人民进步党主席萨托·基尔曼以29票对23票，击败瓦努阿库党主席、前总理爱德华·纳塔佩，再次当选为总理。这次卡凯塞斯没有进入政府。
2013年3月20日，卡凯塞斯带领8个议员，加入反对派，迫使吉尔曼辞职。三天后,也就是23日，瓦努阿图议会选举卡凯塞斯为总理，他获得了52个议员中的34票。在这次政府改组中，爱德华·纳塔佩出任外交部长。卡凯塞斯带领的政党绿色联盟有5个议席。